# Niedanów
Niedanów – przysiółek wsi Głownin w Polsce, położony w województwie dolnośląskim, w powiecie strzelińskim, w gminie Borów.
W latach 1975–1998 przysiółek należał administracyjnie do województwa wrocławskiego.